# 畑怨霊
畑怨霊（はたおんりょう）は畑にまつわる日本の妖怪。斎藤守弘や水木しげる、佐藤有文などの著書に記述がみられる。

## 概要
農作物の凶作によって餓死した人々を葬式も出さずに放置しておくと、その人たちの怨霊がこの畑怨霊と呼ばれる妖怪になる。また、畑怨霊は生きている人間をたたるともされる。屋外環境に出るのが最大の特徴。
佐藤有文の著書では畑の土の中にひそんでいて作物を枯らす妖怪で塩が弱点と解説されることが多いが、作物を奪われた死んだ者の亡霊がなった妖怪で、作物どろぼうをする者の足から血を吸い尽くすと解説されることもある。佐藤有文『日本妖怪図鑑』（1972年）では富山県の妖怪が列記されたなかに名前のみが挙げられている。
昭和中期以降の妖怪図鑑などで紹介されるようになった妖怪であるが、具体的な特徴や採集地域の言及がない場合がある。佐藤有文の解説でも富山県の妖怪であることを伴った解説文自体は見られず、『日本妖怪図鑑』（「日本妖怪地図」）での富山県への記入が何に拠ったのかは不詳である。実際、「はたおんりょう」についての情報は、当時出版されていた民間伝承についての資料には見えず、解説文中に情報源なども明記されていないため、SF作家の山本弘が会長を務めると学会などは、伝えられてきた妖怪ではなく創作された妖怪の一つであろうと指摘している。水木しげる作者説もあるが例証に欠ける。斎藤守弘は作物に死んだ人間の髪の毛が乗り移ったもので見た目は全身トゲのある葉で覆われ、大きな首を手で支えて歩き、人を見つけるとツタのように絡みついて血を吸い取るとしているが一次出典は不明。